# Lucas Reiber
Lucas Reiber (ur. 4 października 1993 w Lichterfelde, w Berlinie) – niemiecki aktor. Odtwórca roli Niklasa Neudeckera w serialu Disney Channel Mój kumpel duch (2014–2016). 

## Życiorys
Urodził się i dorastał w Lichterfelde. Jego matką jest Claudia Reiber. Wychowywał się z siostrą Lisą. Gdy miał 14 lat, wraz z rodziną przeniósł się do Kreuzbergu.
W 2003 w wieku dziesięciu lat zadebiutował na scenie berlińskiego Theatre des Westens w roli młodego Gavroche’a w musicalu Les Misérables. Od 2008 był członkiem „junge Ensemble” (jE) przy Friedrichstadt-Palast, gdzie w latach 2008–2011 uczył się śpiewu, aktorstwa i tańca.
Po raz pierwszy trafił na mały ekran jako Greg w telewizyjnej adaptacji powieści Kena Folletta Eisfieber (2010) u boku Toma Schillinga. W serialu medycznym RTL Z pamiętnika lekarki (Doctor’s Diary – Männer sind die beste Medizin, 2011) z Florianem Davidem Fitzem wystąpił w roli 15-letniego Marca Meiera. W serialu historycznym ZDF Tajemnice hotelu Adlon (Das Adlon. Eine Familiensaga, 2013) grał postać pazia Raphaela. W familijnym filmie fantasy Księżniczka Maleen (Prinzessin Maleen, 2015) z Peterem Foysem i Götzem Otto wcielił się w postać Petera. W 2016 otrzymał Nagrodę Nowej Twarzy dla najlepszego debiutanta magazynu „Bunte” za podwójną rolę Matisa i syna w telewizyjnym dramacie kryminalnym ZDF Matka mordercy (Die Mutter des Mörders, 2015), a także został uhonorowany Bawarską Nagrodą Filmową za rolę Etienne’a (Ploppi) w komedii Bory Dağtekina Szkolna imprezka 2 (Fack ju Göhte 2, 2015) z Elyasem M’Barekiem. W melodramacie telewizyjnym ZDF Katie Fforde: Braciszek (Katie Fforde: Bruderherz, 2017) zagrał Anthony’ego Cahilla, cierpiącego na autyzm brata głównej bohaterki. W 2020 wcielił się w tytułową postać w ekranizacji baśni braci Grimm O Jasiu mocarzu (Der starke Hans).